# Лу Дун
Лу Дун (кит. упр. 卢冬, пиньинь Lú Dōng) ― китайская пловчиха-паралимпиец. Лу Дун в возрасте шести лет потеряла обе руки в результате дорожно-транспортного происшествия. Чемпионка мира МПК по плаванию 2010 и 2015 годов. Пятикратная Паралимпийская чемпионка (2012, 2020 — четырежды).

## Биография
Родилась 19 декабря 1991 года в Чаояне, Китай.
Лу Дун выиграла золото на Паралимпийских играх 2012 года в Лондоне в заплыве на 100 метров на спине среди женщин S6 и серебро в женском заплыве на 50 метров баттерфляем S6.
На Паралимпийских играх в Рио-де-Жанейро в 2016 году Лу Дун завоевала серебро в заплыве на 100 метров на спине среди женщин в категории S6.
За свою карьеру Лу Дун была награждена медалью за труд за 1 мая, медалью за молодёжь 4 мая и награждена Краснознаменным шагомером 8 марта в Китайской Народной Республике.

## Паралимпиада 2020
На летних Паралимпийских играх 2020 года в городе Токио, (Япония) Лу Дун выиграла золотую медаль в смешанной эстафете 4 × 50 м вольным стилем 20 очков вместе с членами команды Чжан Ли, Чжэн Тао и Юань Вэйи.
Также на этой Паралимпиаде она стала чемпионкой в дисциплине 50 метров баттерфляем S5.